# Sphyraena japonica
Sphyraena japonica är en fiskart som beskrevs av Bloch och Schneider, 1801. Sphyraena japonica ingår i släktet Sphyraena och familjen Sphyraenidae. Inga underarter finns listade i Catalogue of Life.